# Cuneglas
Cuneglas (in latino Cuneglasus e in gallese Cynlas, a volte chiamato Cynlas Goch, cioè Cynlas il Rosso; fl. VI secolo) è ricordato come figlio di Owain Ddantgwyn, che secondo alcuni sarebbe alla base della figura storica di re Artù.
Secondo una genealogia in antico gallese, sia lui che il padre furono sovrani di Rhôs, un'area dell'odierno Denbighshire (nel Galles centro-settentrionale). Vissero agli inizi del VI secolo.
Cuneglas è uno dei tiranni menzionati nel De Excidio Britanniae di Gildas, che parla di una "casa dell'orso", che in gallese potrebbe essere Din Arth o Din Erth, cioè "Forte dell'orso", nome di una fortezza a Llandrillo-yn-Rhôs, nell'antico regno di Cynlas. Tuttavia, esiste anche un Dinerth nel Ceredigion.